# Épreuve 1 de Sheffield de snooker 2010
L'Épreuve 1 de Sheffield de snooker 2010 est la première épreuve du championnat du circuit des joueurs 2010-2011. Elle s'est déroulée du 24 au 27 juin 2010 à la World Snooker Academy de Sheffield, en Angleterre.
Mark Williams l'emporte aux dépens de Stephen Maguire 4 frames à 0.

## Faits marquants
- Ce tournoi rassemble 128 joueurs lors des phases finales : 75 issus du circuit professionnel et 73 du circuit amateur[1].

- Lors du match de premier tour l'opposant à Michał Zieliński, Kurt Maflin réalise le 71e 147 officiel, son propre 1er break maximum en carrière[2].

- Stephen Maguire est balayé en finale par Mark Williams, sur le score de 4 manches à 0, le match n'ayant duré que 43 minutes[3]. Maguire a toutefois réalisé cinq centuries lors de ce tournoi, aucun autre joueur n'a fait aussi bien. Williams s'est déclaré chanceux car lors de son quart de finale contre Barry Pinches, il était mené 3-1 et l'Anglais construisait un break quand il a involontairement effleuré la blanche, permettant au Gallois de revenir à la table pour finalement s'imposer par 4 manches à 3.

## Dotation et points
Répartition des prix et des points de classement, :
|                        | Dotation | Points |
| ---------------------- | -------- | ------ |
| Vainqueur              | 10 000 £ | 2 000  |
| Finaliste              | 5 000 £  | 1 600  |
| Demi-finalistes        | 2 500 £  | 1 280  |
| Quarts de finalistes   | 1 500 £  | 1 000  |
| Huitième de finalistes | 1 000 £  | 760    |
| 3e tour                | 600 £    | 560    |
| 2e tour                | 200 £    | 360    |
| Total                  | 50 000 £ |        |

## Résultats

### Dernier matchs (à partir des quarts de finale)
|  | Quarts de finale au meilleur des 7 manches | Quarts de finale au meilleur des 7 manches | Quarts de finale au meilleur des 7 manches |                 |            | Demi-finales au meilleur des 7 manches | Demi-finales au meilleur des 7 manches | Demi-finales au meilleur des 7 manches |  |  | Finale au meilleur des 7 manches | Finale au meilleur des 7 manches | Finale au meilleur des 7 manches |
|  |                                            |                                            |                                            |                 |            |                                        |                                        |                                        |  |  |                                  |                                  |                                  |
|  |                                            | Ronnie O'Sullivan                          | 0                                          |                 |            |                                        |                                        |                                        |  |  |                                  |                                  |                                  |
|  |                                            | Jamie Cope                                 | 4                                          |                 |            |                                        |                                        |                                        |  |  |                                  |                                  |                                  |
|  |                                            | Jamie Cope                                 | 4                                          |                 | Jamie Cope | 3                                      |                                        |                                        |  |  |                                  |                                  |                                  |
|  |                                            |                                            |                                            |                 | Jamie Cope | 3                                      |                                        |                                        |  |  |                                  |                                  |                                  |
|  |                                            |                                            | Mark Williams                              | 4               |            |                                        |                                        |                                        |  |  |                                  |                                  |                                  |
|  |                                            | Barry Pinches                              | Mark Williams                              | 4               | 3          |                                        |                                        |                                        |  |  |                                  |                                  |                                  |
|  |                                            | Barry Pinches                              |                                            |                 | 3          |                                        |                                        |                                        |  |  |                                  |                                  |                                  |
|  |                                            | Mark Williams                              | 4                                          |                 |            |                                        |                                        |                                        |  |  |                                  |                                  |                                  |
|  |                                            |                                            |                                            |                 |            |                                        |                                        |                                        |  |  |                                  | Mark Williams                    | 4                                |
|  |                                            |                                            |                                            | Stephen Maguire | 0          |                                        |                                        |                                        |  |  |                                  |                                  |                                  |
|  |                                            | Marco Fu                                   | 4                                          |                 |            |                                        |                                        |                                        |  |  |                                  |                                  |                                  |
|  |                                            | Joe Jogia                                  | 2                                          |                 |            |                                        |                                        |                                        |  |  |                                  |                                  |                                  |
|  |                                            | Joe Jogia                                  | 2                                          |                 | Marco Fu   | 1                                      |                                        |                                        |  |  |                                  |                                  |                                  |
|  |                                            |                                            |                                            |                 | Marco Fu   | 1                                      |                                        |                                        |  |  |                                  |                                  |                                  |
|  |                                            |                                            | Stephen Maguire                            | 4               |            |                                        |                                        |                                        |  |  |                                  |                                  |                                  |
|  |                                            | Tom Ford                                   | Stephen Maguire                            | 4               | 2          |                                        |                                        |                                        |  |  |                                  |                                  |                                  |
|  |                                            | Tom Ford                                   |                                            |                 | 2          |                                        |                                        |                                        |  |  |                                  |                                  |                                  |
|  |                                            | Stephen Maguire                            | 4                                          |                 |            |                                        |                                        |                                        |  |  |                                  |                                  |                                  |

## Finale
| Finale au meilleur des 7 manches Arbitre : ,         |                          |                        |
| Mark Williams Pays de Galles                         | 4 - 0 (4 - 0)            | Stephen Maguire Écosse |
| 0 82                                                 | Centuries Meilleur break | 0                      |
| Mark Williams remporte l'Épreuve 1 de Sheffield 2010 |                          |                        |

## Centuries
- 147  Kurt Maflin
- 141, 129  Mark Selby
- 138, 118  Tony Drago
- 137, 129, 124, 124, 114  Stephen Maguire
- 136  Jordan Brown
- 136  Dave Harold
- 134, 130  Anthony McGill
- 134  Jamie Jones
- 133  Joe Jogia
- 129, 108  Andrew Higginson
- 129, 103  Tom Ford
- 124  Fergal O'Brien
- 122  Ronnie O'Sullivan
- 121  Andrew Norman
- 119  Marco Fu
- 117  Alan McManus
- 115  Patrick Wallace
- 114  Michał Zieliński
- 112, 102, 100, 100  Jamie Cope
- 111  Judd Trump
- 110, 100  Hugh Abernethy
- 109, 109  Stephen Lee
- 107  Daniel Wells
- 106  Stuart Bingham
- 106  Jimmy Robertson
- 104  Nick Jennings
- 104  Peter Ebdon
- 103  Jamie Burnett
- 101  Rory McLeod
- 101  Mike Dunn
- 101  Alfie Burden